# Dreikretscham

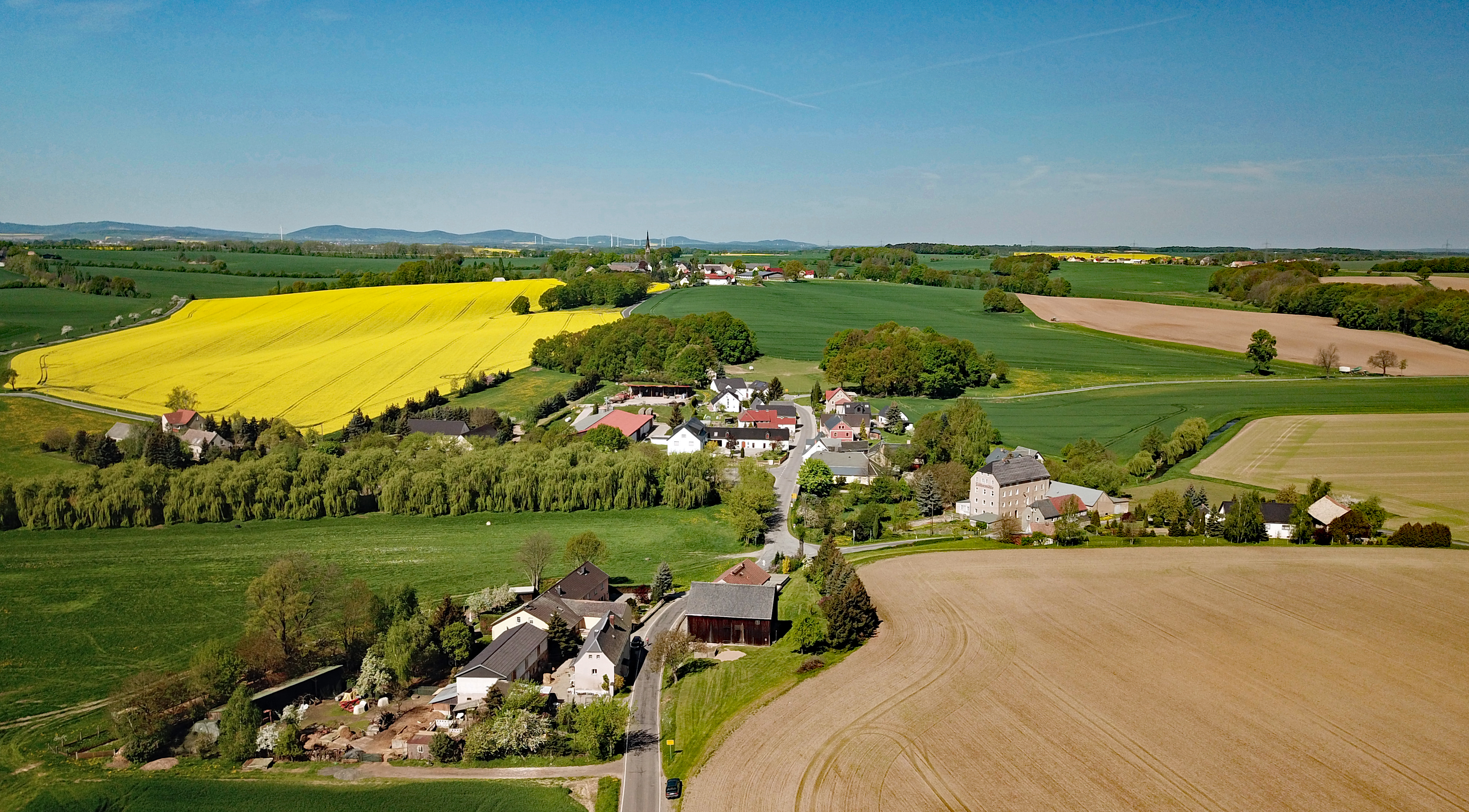
Luftbild

Dreikretscham, sorbisch Haslowⓘ, ist ein Dorf im ostsächsischen Landkreis Bautzen, das seit 1994 zur Gemeinde Göda gehört. Es zählt zum katholischen Kern des sorbischen Siedlungsgebiets in der Oberlausitz.

## Geografie
Dreikretscham ist einer der nördlichsten Ortsteile der Gemeinde Göda und befindet sich beiderseits des in diesem Abschnitt begradigten Schwarzwassers auf 164 m ü. NHN. Die umgebenden Talhänge erheben sich etwa vierzig Meter über die Talsohle, wo sich Dreikretscham befindet. Die Nachbarorte sind Weidlitz (Gemeinde Neschwitz) im Norden, Sollschwitz im Süden und Storcha im Westen. Der Ort befindet sich etwa neun Kilometer nordwestlich der Kreisstadt Bautzen und fünf Kilometer nördlich vom Gemeindezentrum Göda. Die Umgebung wird intensiv landwirtschaftlich genutzt und ist kaum bewaldet.
Nach der Siedlungsanlage ist Dreikretscham ein Konglomerat aus einem Gassendorf und drei Bauernweilern, die die Lage der drei alten Gasthöfe markieren.

## Geschichte

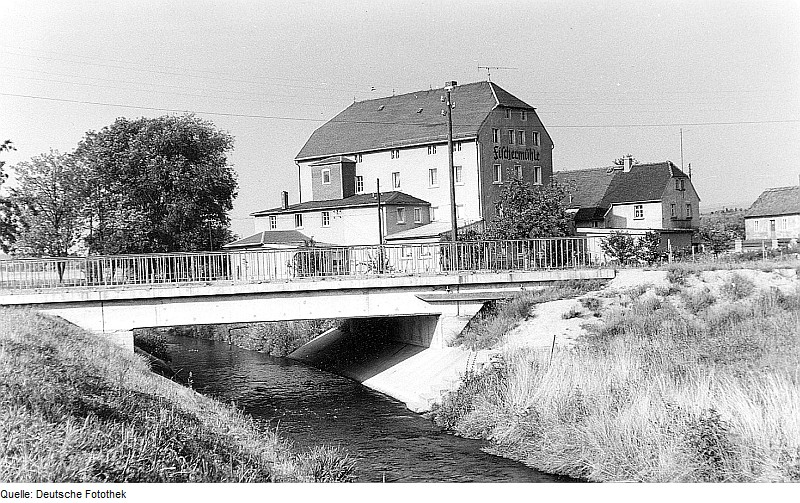
Dreikretscham 1978: Die Fischermühle am Schwarzwasser

Der Ort ist erstmals im 14. Jahrhundert als Dryekreczim verzeichnet. Im 15. Jahrhundert folgen Bezeichnungen wie Dreyen Kreczmarn (1460; Kretschmar = „Gastwirt“). 1617 ist auch der sorbische Name „Haßlow“ als deutsche Form erwähnt. Zu dieser Zeit gehörte der Ort zum Rittergut im benachbarten Sollschwitz. Im 18. Jahrhundert war die Grundaufteilung komplizierter: Die Rittergüter Bolbritz, Loga und Weidlitz teilten sich die Grundherrschaft. Teile des Ortes gehörten zudem der Stadt Bautzen bzw. der Landvogtei. Im 18. und 19. Jahrhundert waren um Dreikretscham mehrere Granitsteinbrüche in Betrieb.
1910 wurde die erste Brücke über das Schwarzwasser eröffnet. Bis zu diesem Zeitpunkt mussten Fahrzeuge die Furt nutzen. Bis 1936 bildete Dreikretscham eine eigenständige Landgemeinde. Dann wurde es nach Storcha eingemeindet. Von 1962 bis 1994 gehörten die beiden Orte zur Gemeinde Prischwitz, bevor sie nach Göda eingemeindet wurden.
Der Ort zählt traditionell zum Kreis Bautzen. Eine Ausnahme war die Zeit zwischen dem 25. Juli und dem 4. Dezember 1952, als Dreikretscham kurzfristig in den Kreis Kamenz umgegliedert wurde.

### Ortsname

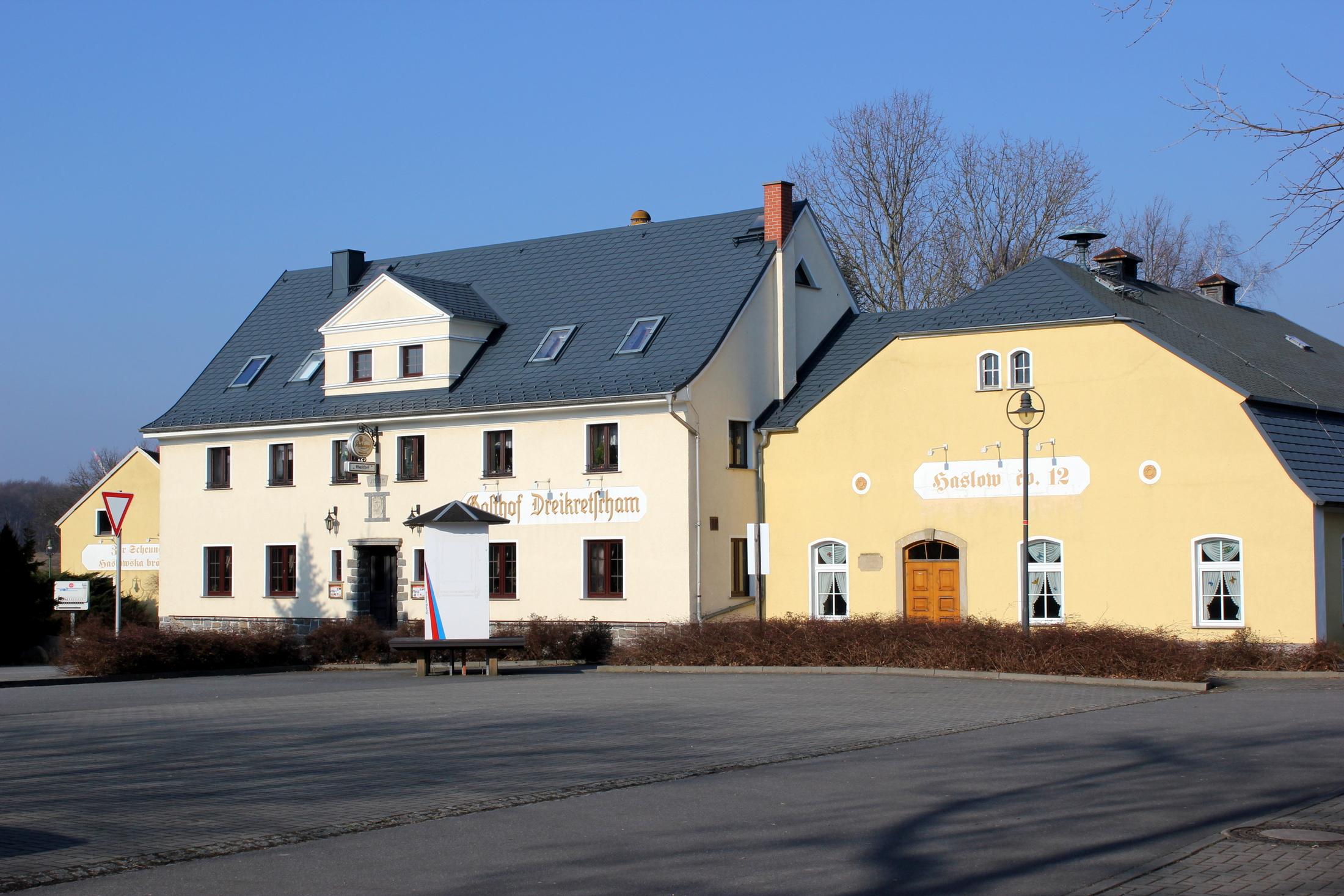
Die letzte verbliebene Gaststätte

Der deutsche Ortsname stammt vom Wort „Kretscham“ für „Gaststätte“ (sorb. korčma) und beschreibt die Tatsache, dass hier – an der Furt eines Zweiges der Via Regia durch das Schwarzwasser – drei Gastwirte auf den Reisenden warteten. Die sorbische Bezeichnung lehnt sich vermutlich an das deutsche Wort „Hasel“ an. Heute ist auch unter der nichtsorbischen Bevölkerung der Umgebung der Name „Haslow“ für Dreikretscham auffallend stark verbreitet.

## Bevölkerung
Für seine Statistik über die sorbische Bevölkerung in der Oberlausitz ermittelte Arnošt Muka in den achtziger Jahren des 19. Jahrhunderts für den Ort eine Bevölkerungszahl von 72 Einwohnern; davon waren 71 Sorben. 1956 zählte Ernst Tschernik in der Gemeinde Storcha, zu der Dreikretscham mittlerweile gehörte, einen sorbischsprachigen Bevölkerungsanteil von noch 70,9 %. Bis heute wird im Ort Sorbisch gesprochen.
1910 hatte Dreikretscham bereits 95 Einwohner, wobei die Zahl in den Folgejahren wieder etwas sank.

### Religion
Dreikretscham gehört seit jeher zum katholisch geprägten Teil der Oberlausitz. Die letzten Zahlen zur Konfessionszugehörigkeit der Einwohner stammen von 1925. Damals waren 78 von 87 Einwohnern Katholiken (90 %). Der katholische Anteil war bis zur Errichtung der Herz-Jesu-Kirche in Storcha 1887 nach Crostwitz gepfarrt; der evangelische Anteil seit dem 16. Jahrhundert zunächst nach Göda, seit 1809 dann nach Neschwitz.

## Wirtschaft und Infrastruktur

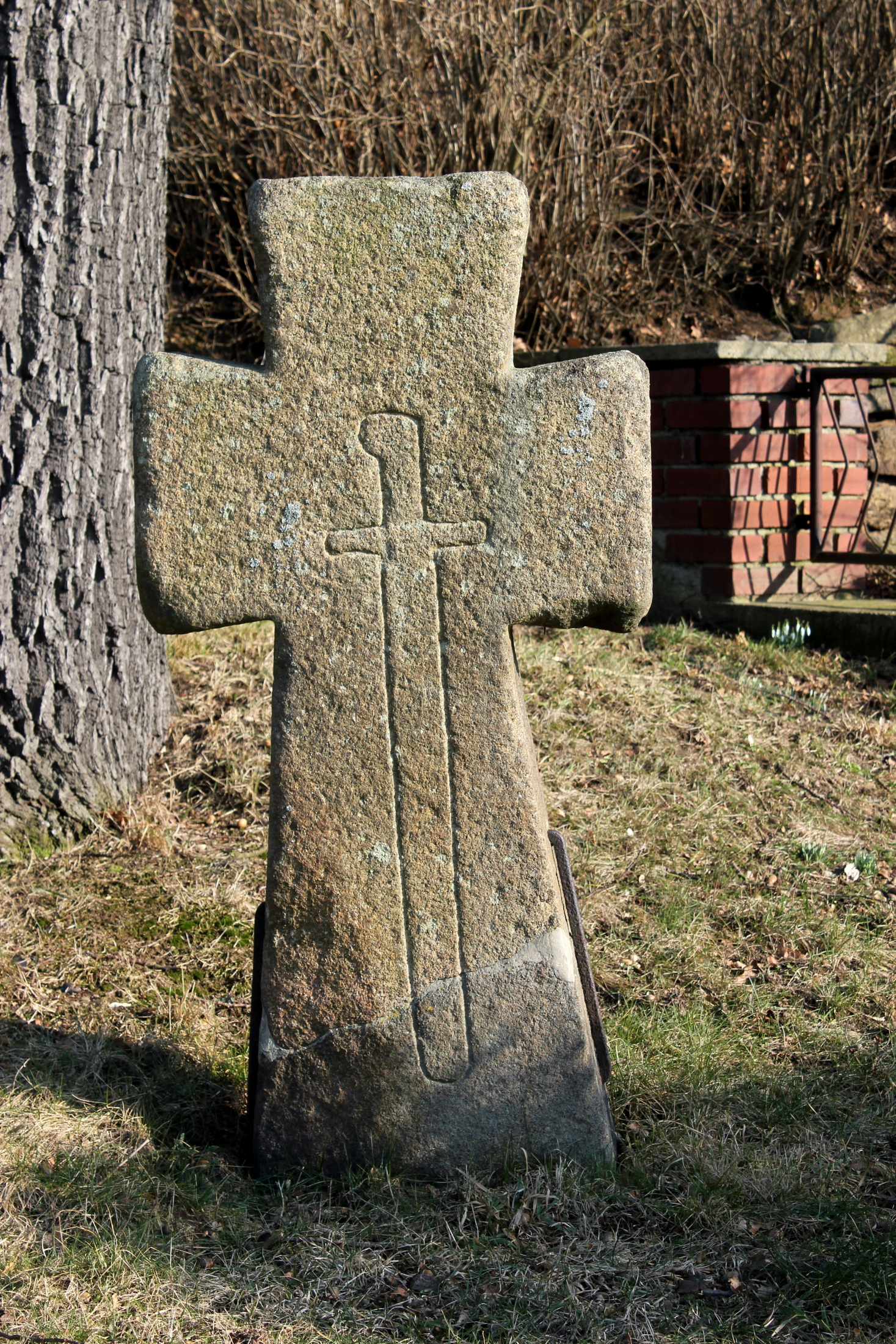
Das Sühnekreuz im östlichen Ortsteil

Von den ehemals drei „Kretschamen“ besteht heute nur noch einer, der Gasthof Dreikretscham mit seinem Tanzsaal, der häufig für Veranstaltungen genutzt wird.
Der Ort liegt an der Kreuzung der Staatsstraße 107 (Göda–Radibor) mit der Kreisstraße nach Crostwitz. Die nächste Anschlussstelle der Autobahn 4 (Salzenforst) ist fünf Kilometer entfernt.

## Sehenswürdigkeiten
Die Fischermühle wurde als Dreiseithof erstmals 1760 erwähnt. Das historische Mühlengebäude wurde 1922 um zwei Geschosse erweitert. Die Mühle wurde bis 1974 mit Wasserkraft betrieben und dann auf Elektrizität umgestellt. Neben der eigentlichen Mühle gehören zu dem denkmalgeschützten Ensemble auch ein Wohnhaus sowie mehrere Wirtschaftsgebäude.
An der Ostseite der Schwarzwasser-Brücke befindet sich ein 1,50 Meter hohes Sühnekreuz, welches ursprünglich direkt an der Furt stand und in den 1930er Jahren umgesetzt wurde. Der Sage nach erinnert es an einen französischen Soldaten.
Auf ihrem jährlichen Weg von Storcha nach Radibor sowie in die Gegenrichtung durchqueren die Osterreiter Dreikretscham.